# Johann Baptist Pahr
Johann Baptist (Hans) Pahr († nach 1586, wahrscheinlich in Schweden) war ein deutscher Baumeister.

## Leben und Wirken
Pahr war ein Sohn namentlich nicht bekannter Eltern. Seine jüngeren Brüder waren Christoph Pahr, Dominicus Pahr, Jakob und Franziskus Pahr. Von 1547 bis 1558 arbeitete er wahrscheinlich als Maurer für seinen Vater in Brieg. 1558 folgte er einem Ruf Johann Albrecht I. nach Schwerin. Hier wird er erstmals namentlich am 6. November 1558 erwähnt, als ein Hans Pahr eine Zahlung für seinen Dienst in Schwerin erhielt. Pahr war zu dieser Zeit noch unter dem Baumeister Francesco a Bornau tätig. Für Johann Albrecht leitete er ab 1560 als Hofbaumeister die Errichtung der Festungen und Aus- und Umbauten des Schweriner Schlosses. Dabei orientierte er sich an Vorgängerbauten aus Sachsen. Er erstellte die Pläne für die protestantische Kapelle und andere Wohnräume im „Haus über der Schloßküche“, die von 1560 bis 1563 entstanden und an denen noch 1567 gebaut wurde. Im Jahr 1570 wurde seine Bestallung auf drei weitere Jahre erneuert. Nach dem Weggang Pahrs 1571 wurde zunächst Christoph Haubitz sein Nachfolger. Christoph Pahr, der bisher als Steinmetz und Bildschneider beschäftigt war, übernahm 1574 dessen Stelle als Baumeister in Mecklenburg.
Im Jahr 1572 ging Pahr für ein halbes Jahr als Hofbaumeister zu Johannes III. Zu Beginn seiner Dienstzeit übernahm er die Leitung der Baumaßnahmen von Befestigungsanlagen und Wohnbauten des Kalmarer und Borgholmer Schlosses. Er erstellte die Pläne für den Neubau des Borgholmer Schlosses, deren Ausführung er nur kurz leitete und danach an seinen Bruder Dominicus übergab, den er selbst als Bauleiter vorgeschlagen hatte. Bei seinen Bauvorhaben in Kalmar stürzte zwei Mal ein Befestigungswall ein; die Baufortschritte am Schloss waren eher langsam. Während dieser Zeit begannen die Arbeiten am „Haus mit den Fräuleinzimmern“, den Lusthäusern auf den Wällen und dem äußeren Haupttor. Pahr fiel beim König in Ungnade und reiste 1574 aus Kalmar ab. Der König berief ihn 1577 erneut als Festungsbaumeister von Aelvsborg. 1581 war er für Herzog Ulrich in Mecklenburg tätig, seine Arbeit wurde jedoch als unzureichend beklagt, so dass er den erhaltenen Lohn zurückerstatten musste. Im Jahr 1586 arbeitete er vermutlich unter dem Namen „Hans Pâer“ in Kexholm und verstarb wahrscheinlich wenig später.

## Wappen, Herkunft, Familie
Das Wappen der Baumeisterfamilie bestand auch einem horizontal geteilten Schild, in dessen oberer Hälfte sich ein Adler befand. Die untere Hälfte war durch drei schräge Balken geteilt. Links befanden sich drei Gebilde, die als rübenähnliche Pflanzen, Haubitzen oder brennende Herzen gedeutet wurden. Diese beiden Elemente, „der Adler und die Schrägteilung“ finden sich ebenfalls in dem Wappen der österreichischen Adelsfamilie Paar, die ursprünglich aus Italien kamen. Dies führte zu der Annahme, dass die in Mecklenburg tätigen Baumeister ebenfalls ursprünglich italienischer Herkunft waren und aus derselben Region stammen könnten. Die Familie lebte bereits Anfang des 15. Jahrhunderts in Osterreich, wo die Brüder geboren wurden. Sie erhielten eine deutsche Erziehung und Ausbildung, bevor sie in die Dienste der mecklenburgischen Herzöge traten.
Während ihrer Tätigkeit als Baumeister in der Mitte des 16. Jahrhunderts gab es eine italienische Künstlerfamilie namens Bavor, die aus Mailand stammte. Hier wird ein
Jacob Bavor (auch Bahr, Fahr, Baar, Boer geschrieben) genannt, der 1547 fürstlicher Schlossbaumeister in Brieg war und 1575 starb. In dessen Verwandtschaft finden sich die Baumeister Georg und Hans Bavor oder Parr, so dass hier möglicherweise Personen aus einer Familie gemeint sein könnten. Möglicherweise war Jacob Bahr in Brieg der Vater und Jacob Pahr in Mecklenburg der gleichnamige Sohn, denn beide Namen finden sich in örtlich getrennten Einträgen zu Jacob am 11. März 1566 (Brieg) und am 12. März 1566 (Rostock).